# كاسورة دة
كاسورة دة هي قرية في مقاطعة بيرانشهر، إيران. يقدر عدد سكانها بـ 277 نسمة بحسب إحصاء 2016.